# Callaeidae
Famille
La famille des Callaeidae (incorrectement orthographiée Callaeatidae la plupart du temps) appartient à l'ordre des passeriformes et ne comporte actuellement que deux espèces classés dans deux genres différents, une autre espèce dans un troisième genre étant éteinte.

## Liste desgenres
- Callaeas J.R. Forster, 1788
- Philesturnus I. Geoffroy Saint-Hilaire, 1832
- Heteralocha† Cabanis, 1851

## Liste des espèces
D'après la classification de référence (version 5.2, 2015) du Congrès ornithologique international (ordre phylogénique) :
- Callaeas wilsoni – Glaucope de Wilson
- †Callaeas cinereus – Glaucope cendré
- Philesturnus rufusater – Créadion de Lesson
- Philesturnus carunculatus – Créadion rounoir
- †Heteralocha acutirostris – Huia dimorphe

Parmi celles-ci, deux espèces éteintes :
- †Callaeas cinereus – Glaucope cendré
- †Heteralocha acutirostris – Huia dimorphe